# Plataea diva
Plataea diva là một loài bướm đêm trong họ Geometridae.